# علي أحمد الجرجاوي
أحمد بن علي حسين جلال  قرية بني عيش الجرجاوي (1874 - 20 أبريل 1961) هو داعية إسلامي مصري، وأزهري إصلاحي، يُعد أول داعية للإسلام في بلاد اليابان في العصر الحديث، عاش حياته في مصر، وتجول في عدد من البلاد العربية والأوربية واليابان.

## حياته ونشأته
ولد في الثلث الأخير من القرن التاسع عشر في قرية القرعان إحدى قرى مركز جرجا بمحافظة سوهاج حاليًا - في صعيد مصر في الثلث الأخير من القرن التاسع عشر، تعلم مبادئ القراءة والكتابة، وحفظ القرآن الكريم في الكُتَّاب، ثم تلقى أوليات العلوم الدينية على يد عدد من علماء مدينة جرجا التي كانت تتمتع - آنذاك- بشهرة واسعة في هذه العلوم؛ نظرًا لوجود معهد ديني عتيق بها، ثم رحل إلى القاهرة طلبًا لاستكمال الدراسة وتحصيل العلم بالأزهر الشريف.تلقى أوليات العلوم الدينية على يد عدد من علماء جرجا، ثم رحل إلى القاهرة والتحق بالأزهر الشريف لاستكمال الدراسة، ثم التحق بمدرسة القضاء الشرعي ونال إجازتها العلمية، واشتغل بالمحاماة أمام المحاكم الشرعية، وأسس صحيفة «الإرشاد»، وعمل رئيسًا لجمعية الأزهر العلمية، وفي عام 1324 هـ /1906م، قام برحلته إلى طوكيو باليابان؛ للمشاركة في مؤتمر للمقارنة بين الأديان المختلفة من أجل اختيار أفضلها وأصلحها حتى يصبح الدين الرسمي للإمبراطورية. ويُعد أول داعية للإسلام في اليابان في العصر الحديث حيث أسس جمعية في طوكيو للدَّعوة الإسلاميَّة، وأسلم على يديه الكثير من اليابانيين، وعقب عودته استأنف عمله بالصحافة فأسس جريدة «الأزهر المعمور» في 8 ربيع أول 1325هـ /20 أبريل سنة 1907 واستمر بالعمل بها حتى وافته المنية عام 1380هـ/ 1961م.

## مسيرته
التحق على الجرجاوي بالأزهر الشريف، وتتلمذ على يد عدد من أبرز علمائه في ذلك الوقت، ثم التحق بمدرسة القضاء الشرعي عند افتتاحها منتظمًا في صفوف طلابها حتى نال إجازتها العلمية، ثم اشتغل بالمحاماة أمام المحاكم الشرعية بعيدا عن الأعمال الحكومية لما لاحظه من تسلط الإنجليز على مقدرات البلاد إثر فشل الثورة العرابية، ثم أسس صحيفة الإرشاد في بداية القرن العشرين، إلى جانب عمله بالمحاماة، ثم عمل رئيسًا لجمعية الأزهر العلمية.
عمل بالمحاماة أمام المحاكم الشرعية، ورئيسًا لجمعية الأزهر العلمية، ولم يتول وظيفة حكومية.
- أسس صحيفة «الإرشاد» في بداية القرن العشرين. في سنة 1909، شارك في تأسيس الجمعية الأزهرية التي كانت إحدى أهم الجمعيات في التعبير عن مطالب الطلبة أمام إدارة الأزهر والحكومة. واشترك مع ثلاثة من الدعاة وهم: سليمان الصيني من الصين ومخلص محمود من روسيا، وحسين عبد المنعم من الهند، بتأسيس جمعية في طوكيو للدَّعوة الإسلاميَّة، وأسلم على أيديهم اثنا عشر ألف ياباني.[4]

- قام برحلة إلى اليابان في السادس من المحرم 1324هـ / الأول من مارس 1906م لحضور مؤتمر الأديان بطوكيو.
- قام بتأسيس جمعية في طوكيو للدَّعوة الإسلاميَّة بالاشتراك مع ثلاثة آخرين من الصين، وروسيا، والهند، وقد أسلم على أيديهم اثنا عشر ألف ياباني.
- له دور بارز في الرد على ادعاءات المستشرقين وقد ألف كتابا في ذلك وهو «الإسلام ومستر سكوت».

### رحلته الي اليابان[5]
وفي عام 1324 هـ /1906م وصلت الأنباء إلى معظم حواضر العالم الإسلامي بأن الشعب الياباني بعد انتصاره على روسيا في سبتمبر 1905؛ سيعقد مؤتمرًا كبيرا للمقارنة بين الأديان المختلفة من أجل اختيار أفضلها وأصلحها، حتى يصبح الدين الرسمي للامبراطورية، فاهتمت عدد من الصحف في أنحاء العالم الإسلامي بهذا الخبر، وكان ممن سمع به وجذب اهتمامه الشيخ علي أحمد الجرجاوي؛ فكتب في صحيفة الإرشاد يدعو شيخ الأزهر وعلماء الإسلام لتشكيل وفد للمشاركة في هذا المؤتمر الذي يمكنهم من خلاله إقناع الشعب الياباني وامبراطوره بالإسلام؛ وهذا من شأنه- إذا حدث- أن يؤدي إلى قيام حلف إسلامي قوي يجمع اليابان وربما الصين أيضا مع السلطنة العثمانية؛ فيعود للإسلام مجده القديم، وعندما لم يجد استجابة لدعوته أعلن عزمه على السفر بنفسه لأداء هذا المهمة، وبالفعل كتب ذلك في آخر عدد من صحيفته بتاريخ 5 جماد الآخر 1324هـ/ 26 يونيو 1906م، وبدأ في إعداد نفسه للسفر، فعاد إلى بلدته بني عيش في مركز جرجا، واعطاه ابيه الحاج علي حسين جلال خمسة أفدنة من أرضهم جنينة فواكه لينفق منها على رحلته، واستقل الباخرة من ميناء الإسكندرية قاصدًا اليابان، وغاب أكثر من شهرين، وقد عاد بعد هذه الزيارة بأخبار وحقائق قام بنشرها في كتاب بعنوان «الرحلة اليابانية»، وصدرت طبعته الأولى سنة 1325هـ /1907م على نفقته الخاصة، ويعد من دون مبالغة من أطرف كتب الرحلات في القرن العشرين، كما أنه أول كتاب في العالم العربي يكتبه صاحبه عن اليابان التي تصاعد اهتمام العالم الإسلامي بها عقب انتصارها في حربها مع روسيا، ولكن من خلال زيارة واقعية لها، ويذكر الجرجاوي أن اليابانيين بعد انتصارهم على روسيا؛ رأوا أن معتقداتهم الأصلية لا تتفق مع عقلهم الباهر، فاقترح عليهم الكونت كاتسورة رئيس الوزراء إرسال خطابات إلى كل من الدولة العثمانية، وفرنسا، وإنجلترا، وإيطاليا وأمريكا؛ ليرسلوا إليهم العلماء والفلاسفة والمشرعين؛ ليجتمعوا في مؤتمر يتحدث فيه أهل كل دين عن قواعد دينهم وفلسفته، ثم يختار اليابانيون بعد ذلك ما يناسبهم من هذه الأديان، فأرسلت إليهم هذه الدول بمندوبين عنها؛ حيث أرسلت الدول العثمانية وفدًا إسلاميًا، في حين أرسلت بقية الدول وفودًا مسيحية من كل المذاهب المسيحية، وقد بدأت أولى جلسات المؤتمر في السادس من المحرم 1324هـ / الأول من مارس 1906م، وينقل الجرجاوي إعجاب اليابانيين بالإسلام، أنتهى المؤتمر دون الاستقرار على دين بعينه؛ إذ إن كل مجموعة من اليابانيين استحسنت دينًا دون الاتفاق على واحد منها، وأن غالبية من حضروا المؤتمر من اليابانيين وجدوا في أنفسهم ميلاً للإسلام الذي أحسن علماؤه بيان ما فيه من قواعد ومبادئ يتفق معها العقل والمنطق.
وعقب عودته إلي مصر استأنف الجرجاوي العمل بالصحافة، فأصدر جريدة «الأزهر المعمور» في 8 ربيع الأول 1325هـ /20 إبريل سنة 1907 م.

## مؤلفاته
- كتاب: الكتب الرحلة اليابانية.[6]
- كتاب: حكمة التشريع وفلسفته فيه.
- كتاب: الإسلام ومستر سكوت.
- المقالات قصيدة في ذكرى جلوس «عباس حلمي الثاني» على عرش مصر.
- المقالات وقصيدة في انتقاد الحكومة في عهد الخديو «توفيق».

## أعلام
قالوال عنه :عبد الودود شلبي «هذا الرجل لو ظل في اليابان لاعتنق معظم أهلها الإسلام.»

### مؤلف عنه
- المقالات من أعلام الأزهر الشيخ على احمد على الجرجاوي

## وفاته
وافته المنية سنة 1380هـ / 20 أبريل 1961م.